# Пантелеймоновка (Ясиноватский район)
Пантелеймо́новка (укр. Пантелеймонівка) — село на Украине, находится в Ясиноватском районе Донецкой области.
Население по переписи 2018 года составляло 68 человек.
28 июля 2003 года находившаяся в селе Центральная электроподстанция (330 кВ) была внесена в перечень особо важных объектов электроэнергетики Украины, обеспечение охраны которых было возложено на ведомственную военизированную охрану во взаимодействии со специализированными подразделениями МВД Украины и иных центральных органов исполнительной власти.

## Адрес местного совета
86030, Донецкая область, Ясиноватский р-н, с. Розовка, ул. Донецкая, 1а, тел. 283-42